# سیارک ۱۷۹۰۲
سیارک ۱۷۹۰۲ (به انگلیسی: 17902 Britbaker، نامگذاری:1999FM26) هفده هزار و نهصد و دومین سیارک کشف شده‌است که در ۱۹ مارس ۱۹۹۹ کشف شد.
قدر مطلق سیارک برابر ۱۲.۳ است.